# 紮職
《紮職》（英語：Triad），於2012年上映的香港黑道電影，導演陳翊恒。
《紮職》是《紮職系列電影》的首部電影，續作《紮職2》於2023年上映，其內容分別為獨立故事。

## 劇情
阿霆與阿祥及阿楝屬同輩兄弟，三人16歲開始在油麻地跟隨四九耀文，情如手足。阿霆由舊同學搭路幫富豪收數，賺到錢之餘而開始起朵，終於得罪了同字頭的火爆明，招來一頓虐打，自此他對火爆明恨之入骨。
身為黑社會一員，阿霆卻與千金小姐Michelle相戀，愛得轟烈。Michelle的父親王老闆要她離開阿霆，和她賭阿霆一定不肯為愛情放棄黑社會事業，Michelle唯有孤注一擲。
社團下令要剷除火爆明，負責出手的阿霆三兄弟受耀文所托，要放他一條生路，但最後關頭，阿霆毫不猶豫好幾刀捅死火爆明報仇，亦為自己坐上龍頭之位鋪路。但他萬料不到，火爆明的遺孀Irene姐正蠢蠢欲動，既要和阿霆爭做龍頭大佬，更要他血債血償......

## 演員
| 演員   | 角色             | 介紹 |
| 譚耀文 | 耀文             | 「恆字」頭目，阿霆、阿祥、阿棟之拜門大哥，恆字出了名的耀文哥，重情重義，深得黑社會人士尊敬。一直不希望阿霆混黑社會。 |
| 陳偉霆 | 阿霆             | 社團白扇，「恆字」耀文頭马， 阿祥、阿棟好友。高學府畢業的高材生，卻一心希望跟隨耀文哥。 之後憑藉自己聰慧的頭腦，逐漸發展出自己的勢力，卻也替自己惹禍上身，之後更與子健角逐下屆坐館，最後被敏哥派Irene買兇殺害。                 |
| 溫碧霞 | Irene姐          | 江湖大嫂，火爆明女友，耀文前女友，因火爆明之死而對阿霆恨之入骨。最後買兇殺害阿霆、子健。 |
| 詩雅   | 米雪（Michelle） | 阿霆女友，王波之女。不希望阿霆混黑社會。 |
| 曾國祥 | 阿祥             | 社團草鞋，耀文哥手下，阿霆、阿棟好友，因打破太子剛的頭而惹禍上身。 |
| 徐偉棟 | 阿棟             | 社團紅棍，耀文哥手下，阿霆、阿祥好友，在酒吧救了阿怡後與其結婚，最後為了救阿霆遭砍死於小巷中。 |
| 陳惠敏 | 敏哥             | 恆字龍頭，耀文等人的大哥，人稱"阿公"，最後因為想繼續從事坐館，派了Irene分別殺害阿霆、子健兩人。 |
| 吳浩康 | 子健             | 火爆明頭馬，之後與阿霆角逐下屆坐館。表面上對Irene姐忠心耿耿，實際上卻是另有想法，最後被敏叔派Irene買兇殺害。 |
| 林利   | 火爆明           | Irene男友，耀文的老表，與其同為恆字头目，個性火爆，因阿霆阻擋了自己的財路而找上他，因打算另起爐灶被阿公下追殺令，並下令由耀文執行，原本耀文要阿霆留活口，阿霆還是一刀捅死了阿明，清理門戶，因而在黑社會中竄起，也因此惹禍上身。 |
| 唐伟成 | 九叔             | 香主 |
| 罗基石 | 叔父             | |
| 叶竞文 | 豪叔             | |
| 盧海鵬 | 王波             | Michelle之父 |
| 湯怡   | 阿怡             | 阿棟之妻，在酒吧被阿棟救了之後與其結婚。 |
| 雪梨   | 霆母             | 阿霆之母，後過世，病死。 |
| 黃栢文 | 蔣勝             | 蔣展剛之父，新記龍頭。 |
| 許嘉浩 | 蔣展剛           | 蔣勝之子，人稱"太子剛"。狂傲自大，囂張霸道。 |
| 蘇嘉倫 |                  | 蔣勝頭马 |
| 吳嘉龍 | Bobby            | 阿霆老同學 |
| 招浩強 | 九紋龍           | 向阿霆母亲收债，之後被阿霆的手下暴打 |
| 陳家樂 |                  | 刀手 |
| 韋彤   |                  | 舊同學 |
| 袁聖殷 |                  | 舊同學 |
| 喇英   |                  | 舊同學 |
| 何浩文 |                  | 舊同學 |
| 袁骏杰 |                  | 栋手下 |
| 杨尚斌 |                  | 栋手下 |

## 分級
| 國家/地區 | 分級   |
| 香港      | III级  |
| 澳門      | D組    |
| 馬來西亞  | 18     |
| 台灣      | 輔導15 |
| 新加坡    | M18    |

## 主題曲
| 曲別   | 歌名         | 作曲   | 作詞           | 編曲   | 監製   | 演唱者 |
| 主題曲 | 《有借有還》 | 伍樂城 | 張楚翹、伍樂城 | 曾津平 | 伍樂城 | 陳偉霆 |

## 外部連結
- 《紮職 （页面存档备份，存于）》在香港雅虎的電影頁面
- 開眼電影網上《紮職》的資料（繁體中文）
- 豆瓣电影上《紮職》的資料 （简体中文）
- 时光网上《紮職》的資料（简体中文）
- 爛番茄上《紮職》的資料（英文）
- 香港影庫上《紮職》的資料（繁體中文）
- 互联网电影数据库（IMDb）上《紮職》的资料（英文）